# フェラーリ・328
フェラーリ328GTB/GTS（Ferrari328GTB/GTS ）は、1985年から1989年までフェラーリが製造した、リアミッドシップエンジン・後輪駆動のスポーツカーである。

## 概要

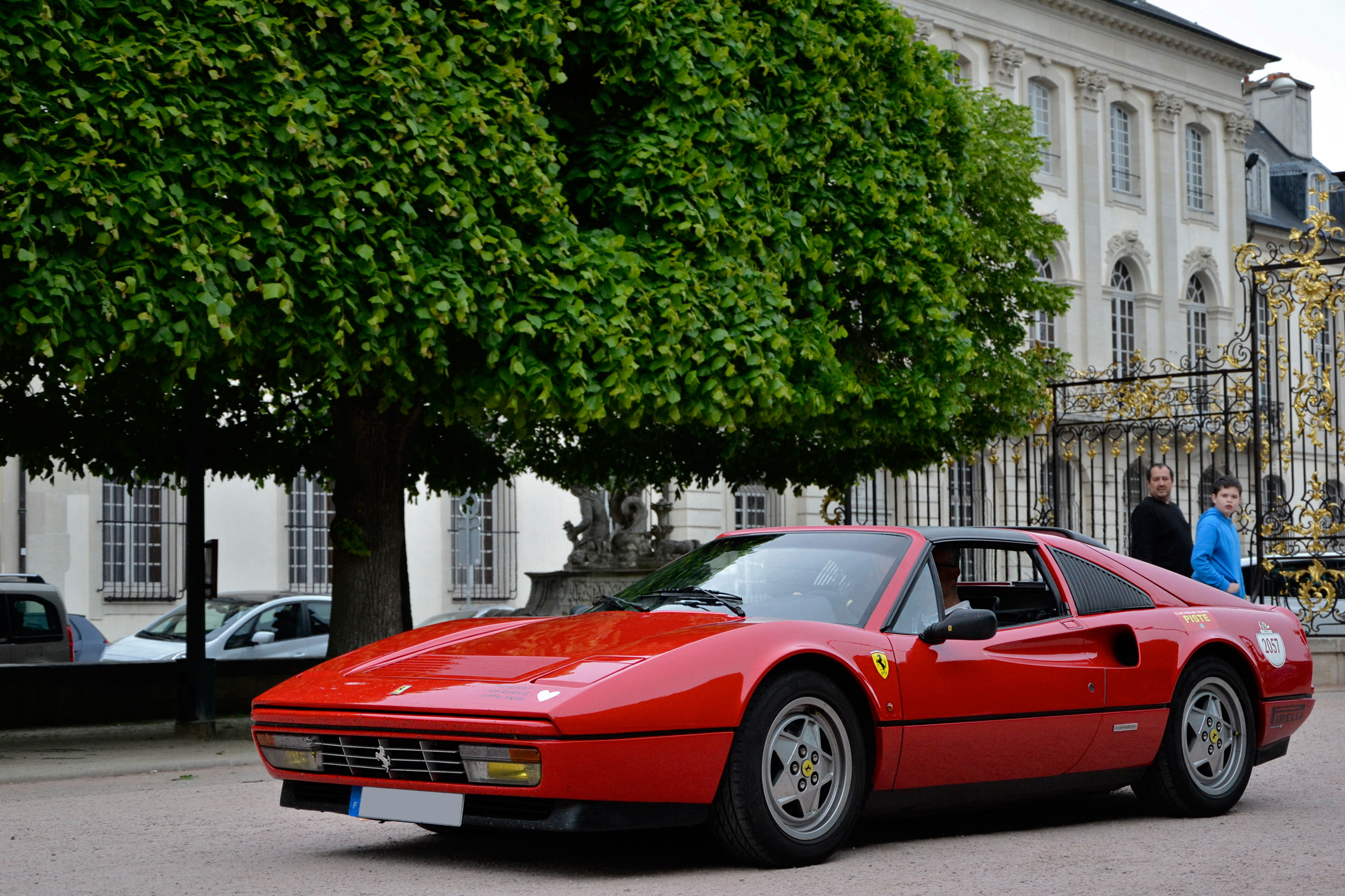
Ferrari 328 GTS

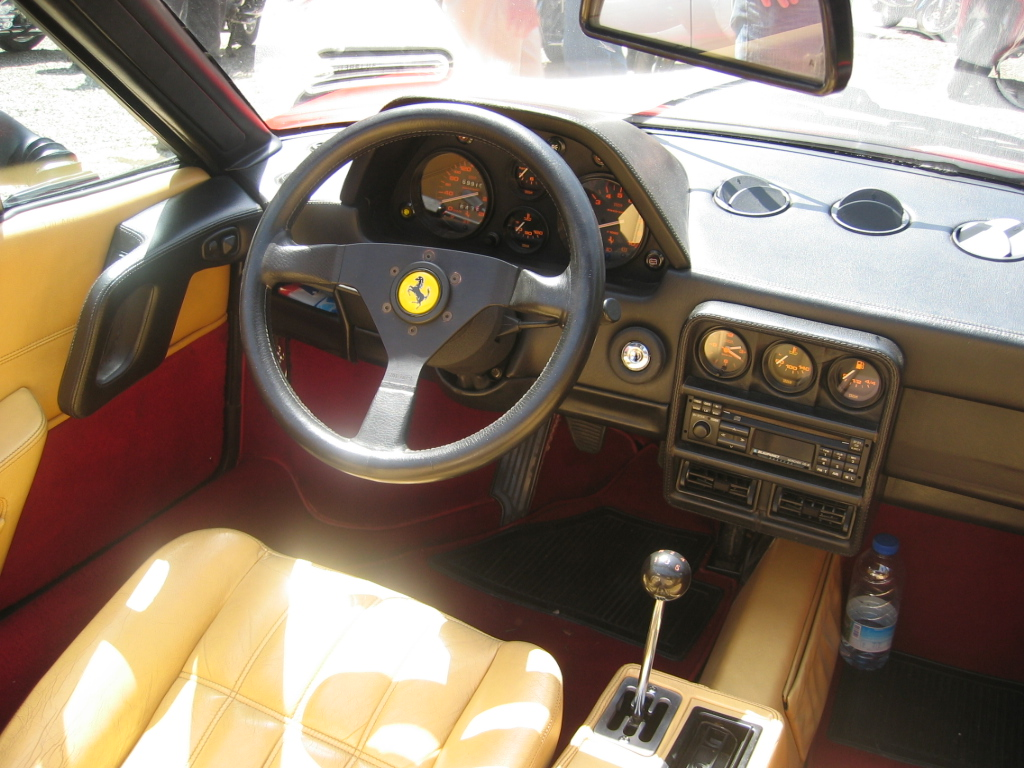
Ferrari 328のコックピット

1985年のフランクフルト・ショーでデビュー。スモールフェラーリとして人気を得た、308の後継モデル。ボディデザインはピニンファリーナのデザイナー、レオナルド・フィオラヴァンティが担当。歴代フェラーリの中で最もフェラーリらしく優雅で美しいとされるモデルのひとつである。
308と同様、固定ルーフのGTBのBは「ベルリネッタ」を、デタッチャブル・ルーフ（タルガトップ）のGTSのSは「スパイダー」を意味している。発売当時はGTSの方が人気があった。そのため、現存する個体もGTSが多い。ただし、ボディ剛性及び希少性の点から、2021年現在では日本では328GTBの方が328GTSより高価だが、これは日本だけの現象で、アメリカではGTSの方が5,000ドル程度価値が高い。現在でも年代に比して人気が高く、348tb/tsより高価で取引されている場合もある。
ヘッドライトは、丸型2灯式のリトラクタブルヘッドライトを採用。
308シリーズとの最大の相違点は、外観ではターンシグナルやフォグランプを内蔵したフロントグリルが設置されたこと、搭載されるパワーユニットが3,185ccにアップされた90度V8・DOHCエンジンに変更されたことである。車名の「328」は排気量約3,200cc・8気筒のエンジンを意味している。
ボッシュ社製のKジェトロニックによりマネジメントされるエンジンは、スチール製ボディの中央部後方に横置きで搭載され、最大出力270PS/7,000rpm、最大トルク31.0kgf·m/5,500rpmを発揮した。インダクションボックスには「FERRARI 3200 quattrovalvole」と刻まれており、4バルブヘッドエンジンであることを控えめにアピールしている。また1986年には排気量2000cc以上の車に高額の付加価値税を取っていたイタリア国内向けにIHI製ターボチャージャー付きのGTBターボ、GTSターボが発表された。
足回りの基本構造は308シリーズと同様、前後にダブルウイッシュボーン・サスペンションを採用した。
デザインの変更もあり、308シリーズと比べるとボディは若干大きくなっている。また内装も基本的なデザインは変更ないもののスイッチ類やメーターのレイアウトが変更され、操作性や視認性の向上が図られた。シフト部分は歴代フェラーリ・マシンと同様にゲートが切られている。
デビュー当時のフェラーリのフラッグシップモデルであったテスタロッサが12気筒エンジンを搭載したGT色の強いモデルだったのに対し、V8エンジン搭載の328シリーズはその軽快なドライビングフィールの中にスポーツ性を感じさせるものがあったと言われている。それを裏付けるように、F1ドライバーがテスタロッサの貸与を受ける機会があった際に、328に変更させたことがあったという逸話が残っている。
1989年、フランクフルト・ショーでデビューした後継モデルの348に引継ぎ、生産を終了している。